# Narayana

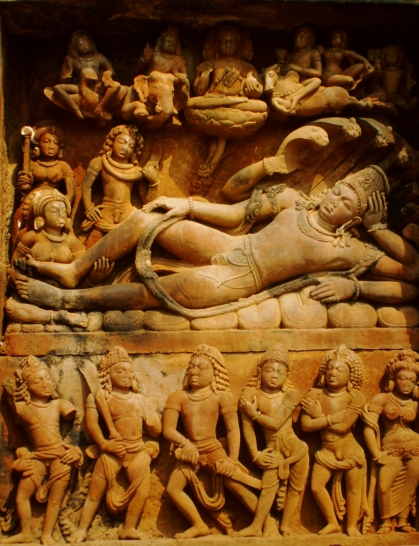
Vishnu als Narayana auf der kissenförmig gewundenen Weltenschlange Ananta-Shesha; Relief vom Dashavatara-Tempel in Deogarh, Uttar Pradesh (um 500)

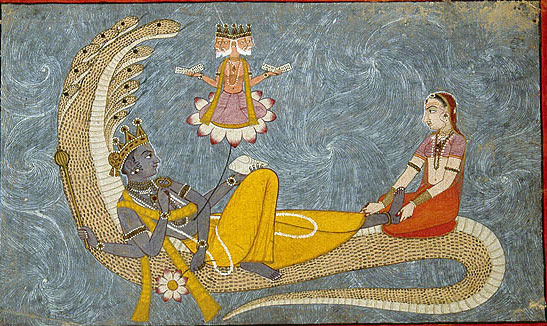
Narayana sitzt auf der Weltenschlange Shesha, zusammen mit Lakshmi und Brahma

Narayana (Sanskrit नारायण IAST nārāyaṇa, thailändisch นารายณ์´ Narai) wird im Hinduismus als der eine kosmische Gott verstanden in dem alle göttlichen Formen enthalten sind. Er umfasst das gesamte Universum, sowohl im physischen als auch im metaphysischen Sinne. Es ist eine der höchsten Formulierungen des Göttlichen, die in den Upanishaden und anderen heiligen Schriften des Hinduismus beschrieben wird. Der Begriff „Narayana“ setzt sich aus zwei Sanskrit-Wörtern zusammen: „nara“ (नर), was „Mensch“ oder „Wesen“ bedeutet, und „ayana“ (आयन), was „Ort“, „Zufluchtsort“ oder „Weg“ bedeutet. Zusammen wird Narayana oft als „der Ort, der den Menschen beherbergt“ oder „der, der den Weg für alle Wesen darstellt“ interpretiert.
Narayana wird oft als eine Form von Vishnu verstanden, aber es ist nicht einfach nur ein Synonym für ihn, sondern vielmehr ein Titel, der häufig verwendet wird, um Vishnu zu bezeichnen, da er in vielen Schriften von Hinduismus als die höchste göttliche Form angesehen wird.

## Narayana in der hinduistischen Literatur
Im Epos Mahabharata berichtet der Weise Markandeya über eine große Flut, welche am Ende der Zeiten das gesamte Universum vernichtet hat. In der Wasserwüste trifft er auf ein Kind, auf dem Blatt eines Baumes liegend, das sich ihm als Narayana offenbart:

„In alten Zeiten rief ich die Wasser beim Namen Nara und da die Gewässer immer mein ayana waren, meine Heimstätte, darum wurde ich Narayana genannt (der im Wasser zuhause ist). O bester der Wiedergeborenen, ich bin Narayana, der Ursprung aller Dinge, der Ewige, der Unveränderliche.“

Das göttliche Kind tröstet Markandeya und kündigt eine neue Schöpfung an.
In den Veden und den Puranas wird Narayana als göttlich, schwarzblau wie eine wassergefüllte Wolke und vierarmig beschrieben. In seinen vier Händen hält er jeweils ein Padma (Lotus), ein Kaumodaki gada (Streitkolben), einen Panchajanya shankha (Muschel), und ein Sudarshana chakra (Diskus).
Im Mahabharata, eines der beiden Haupt-Itihasa-Werke beschreibt sich Narayana folgendermaßen selbst:
```
Ich bin Narayana, die Quelle aller Dinge, der Ewige, der Unveränderliche. Ich bin der Schöpfer aller Dinge und auch der Zerstörer von allem. Ich bin 
Vishnu
, ich bin 
Brahma
 und ich bin 
Shankara
, das Oberhaupt der Götter. Ich bin König Vaisravana, und ich bin Yama, der Herr der verstorbenen Geister. Ich bin 
Siva
, ich bin Soma, und ich bin 
Kasyapa
, der Herr der geschaffenen Dinge. Und, oh Bester der Regenerierten, ich bin der, der Dhatri genannt wird, und auch der, der Vidhatri genannt wird, und ich bin das verkörperte Opfer. Das Feuer ist mein Mund, die Erde meine Füße, und Sonne und Mond sind meine Augen; der Himmel ist die Krone meines Kopfes, das Firmament und die Himmelsrichtungen sind meine Ohren; die Wasser sind aus meinem Schweiß geboren. Der Raum mit den Kardinalpunkten ist mein Körper, und die Luft ist mein Geist...
```

```
...Und, oh Brahmane, alles, was die Menschen durch die Praxis der Wahrheit, der Nächstenliebe, der asketischen Enthaltsamkeit, des Friedens und der Harmlosigkeit gegenüber allen Lebewesen und durch andere schöne Taten erlangen, wird durch meine Vorkehrungen erreicht. Beherrscht von meiner Ordnung, wandern die Menschen in meinem Körper, ihre Sinne sind von mir überwältigt. Sie bewegen sich nicht nach ihrem Willen, sondern wie sie von mir bewegt werden.
[
3
]
```

Laut Texten wie der Vishnu Purana, Bhagavata Purana, Garuda Purana und der Padma Purana ist Narayana Vishnu selbst, der sich in verschiedenen Avataren auf Erden inkarniert.
Nach der Bhagavad Gita ist er auch der "Guru des Universums". Die Bhagavata Purana erklärt Narayana als die Höchste Persönlichkeit Gottes, die sich an der Erschaffung von 14 Welten innerhalb des Universums beteiligt.

## Darstellung

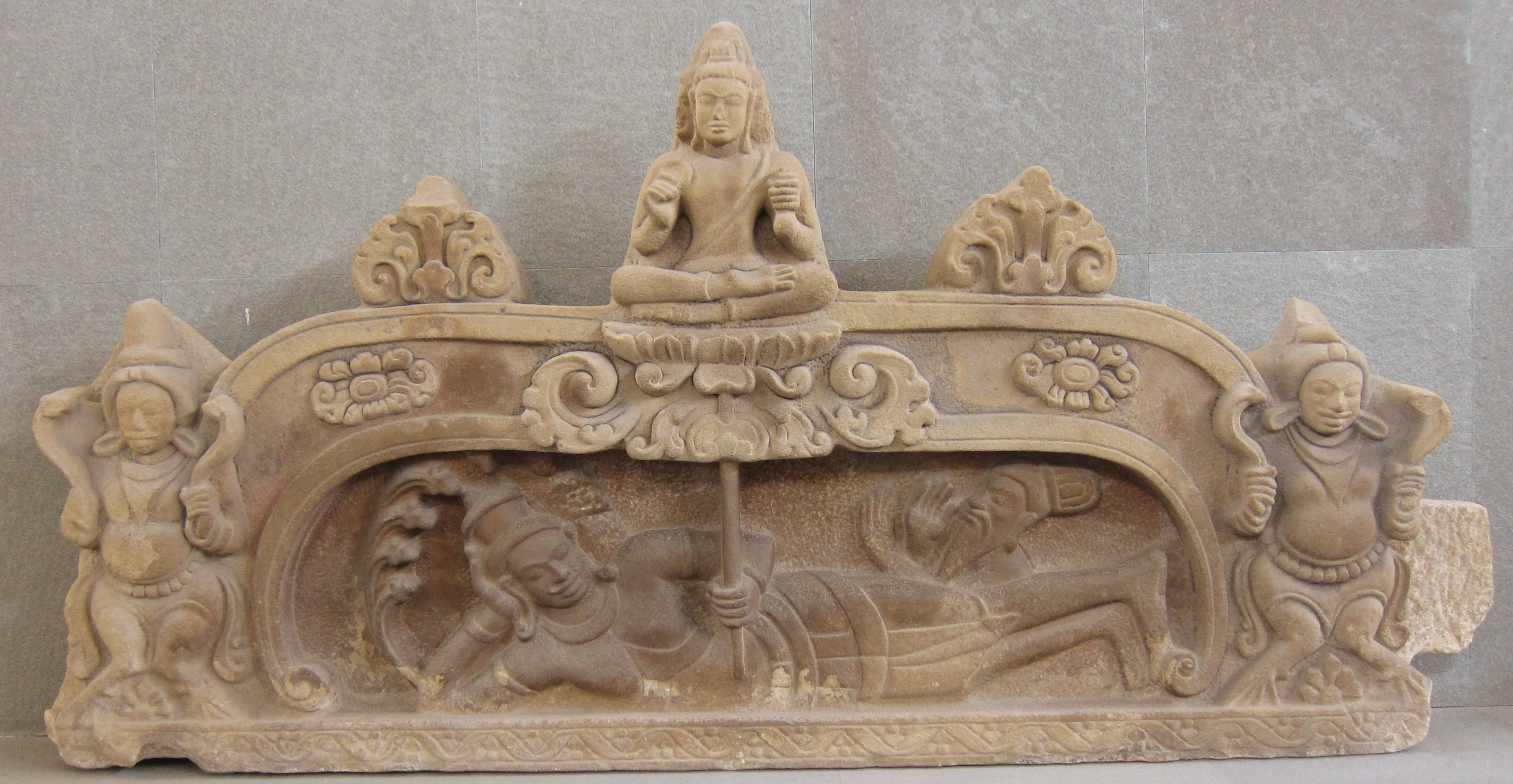
Vishnu/Narayana hält mit seiner linken Hand einen Lotosstengel fest, der aus seinem Nabel entspringt und auf dessen Blüte Brahma thront. Cham-Relief, Vietnam (um 700)

Die Ikonographie zeigt Narayana (ebenso wie Vishnu) meist mit vier Armen sowie den Attributen Rad bzw. Diskus (chakra), Schneckenhorn (shankha), Lotos (padma) und Keule (gada). In einer besonders bekannten Darstellung ruht Narayana, hier mit dem Beinamen Anantashayi, als menschengestaltiger Gott zwischen zwei Weltperioden auf einem Schlangenbett im kosmischen Ozean, dem Milchozean. Auf der Lotosblüte, die seinem Nabel entsprießt, thront der vierköpfige Brahma, der in seinem Auftrag eine neue Schöpfung hervorbringt.
Die hinduistische Überlieferung kennt auch eine Doppelform, in der Narayana zusammen mit Nara als Nara-Narayana erscheint. In dem Begriff kommt die Vorstellung zum Ausdruck, dass die Seele des Menschen (Nara) der ewige Begleiter des Göttlichen (Narayana) ist.
In der Mythologie verkörpern sie zwei Weise, die später als Krishna (Narayana) und sein Schüler und Gefährte Arjuna (Nara) wiedergeboren sein sollen.

## Mantra
Narayana wird mit dem Ashtaksharamantra Om namo Narayanaya verehrt.